# Molelos
Molelos és una freguesia portuguesa del municipi de Tondela, al districte de Viseu, amb 14,83 km² d'àrea i 2.346 habitants (2011). La densitat poblacional n'és de 158,2 hab/km².
Molelos és coneguda per la seua vaixella negra, i també pel seu sorprenent dialecte local, designat per alguns com "galramento", creat pels paletes.
Aquesta freguesia es compon dels llogarets de: Molelos, Botulho, Molelinhos i Povoa da Mata. El patró n'és sant Pere.
Molelos ha estat habitada des de la prehistòria, segons testimonien els jaciments arqueològics de l'Estació d'Art Rupestre de Molelinhos, la necròpoli de Paranho i la Pedra do Castelo de Molelinhos.
Fins al segle XVII fou seu del municipi de Besteiros, i allà hi havia el Pelourinho i la Casa d'Audiències.
A Molelos hi ha el club de futbol Atlético de Molelos.

## Població
| Població de la freguesia de Molelos | Població de la freguesia de Molelos | Població de la freguesia de Molelos | Població de la freguesia de Molelos | Població de la freguesia de Molelos | Població de la freguesia de Molelos | Població de la freguesia de Molelos | Població de la freguesia de Molelos | Població de la freguesia de Molelos | Població de la freguesia de Molelos | Població de la freguesia de Molelos | Població de la freguesia de Molelos | Població de la freguesia de Molelos | Població de la freguesia de Molelos | Població de la freguesia de Molelos |
| ----------------------------------- | ----------------------------------- | ----------------------------------- | ----------------------------------- | ----------------------------------- | ----------------------------------- | ----------------------------------- | ----------------------------------- | ----------------------------------- | ----------------------------------- | ----------------------------------- | ----------------------------------- | ----------------------------------- | ----------------------------------- | ----------------------------------- |
| 1864                                | 1878                                | 1890                                | 1900                                | 1911                                | 1920                                | 1930                                | 1940                                | 1950                                | 1960                                | 1970                                | 1981                                | 1991                                | 2001                                | 2011                                |
| 1 664                               | 1 783                               | 1 793                               | 1 872                               | 2 017                               | 1 986                               | 2 239                               | 2 577                               | 2 824                               | 2 943                               | 2 869                               | 3 036                               | 2 574                               | 2 640                               | 2 346                               |

| Distribució de la població per edat | Distribució de la població per edat | Distribució de la població per edat | Distribució de la població per edat | Distribució de la població per edat | Distribució de la població per edat | Distribució de la població per edat | Distribució de la població per edat | Distribució de la població per edat | Distribució de la població per edat |
| ----------------------------------- | ----------------------------------- | ----------------------------------- | ----------------------------------- | ----------------------------------- | ----------------------------------- | ----------------------------------- | ----------------------------------- | ----------------------------------- | ----------------------------------- |
| Any                                 | 0-14 anys                           | 15-24 anys                          | 25-64 anys                          | > 65 anys                           |                                     | 0-14 anys                           | 15-24 anys                          | 25-64 anys                          | > 65 anys                           |
| 2001                                | 357                                 | 420                                 | 1 323                               | 540                                 |                                     | 13,5%                               | 15,9%                               | 50,1%                               | 20,5%                               |
| 2011                                | 249                                 | 247                                 | 1 259                               | 591                                 |                                     | 10,6%                               | 10,5%                               | 53,7%                               | 25,2%                               |

Mitjana del país en el cens del 2001: 0/14 anys- 16,0%; 15/24 anys 14,3%; 25/64 anys 53,4%; 65 i més anys 16,4%
Mitjana del país en el cens del 2011: 0/14 anys 14,9%; 15/24 anys 10,9%; 25/64 anys 55,2%; 65 i més anys 19,0%

## Patrimoni
- Estació d'Art rupestre de Molelinhos
- Paço de Molelos, dels Esteves da Veiga i descendents
- Església Parroquial de Molelos, de 1872

## Artesania
- Vaixella negra: És tradicional del llogaret l'artesania en olleria de color negre.

L'argila s'agafa a Molelinhos, una aldea de la freguesia. S'hi fan models llegats per la tradició, com ara xiulets, safates de forn i pitxers. Els ornaments se'n fan a mà. Els motius són quasi sempre geomètrics o vegetals.
El color negre que l'argila adquireix s'aconsegueix coent-la en un ambient amb poc d'oxigen i una atmosfera carregada de carboni. Això es feia en una cova, poc fonda, cavada en la terra, popularment coneguda com "soenga". Ara aquest mètode només s'empra en demostracions. Els artesans usen ara el forn de llenya, més pràctic i funcional.